# Ctenotus tantillus
Espèce
Ctenotus tantillus est une espèce de sauriens de la famille des Scincidae.

## Répartition
Cette espèce est endémique d'Australie. Elle se rencontre en Australie-Occidentale et dans le Territoire du Nord.

## Publication originale
- Storr, 1975 : The genus Ctenotus (Lacertilia: Scincidae) in the Kimberley and North-west Divisions of Western Australia. Records of the Western Australian Museum, vol. 3, no 3, p. 209-243 (texte intégral).